# Phí Tuấn Long

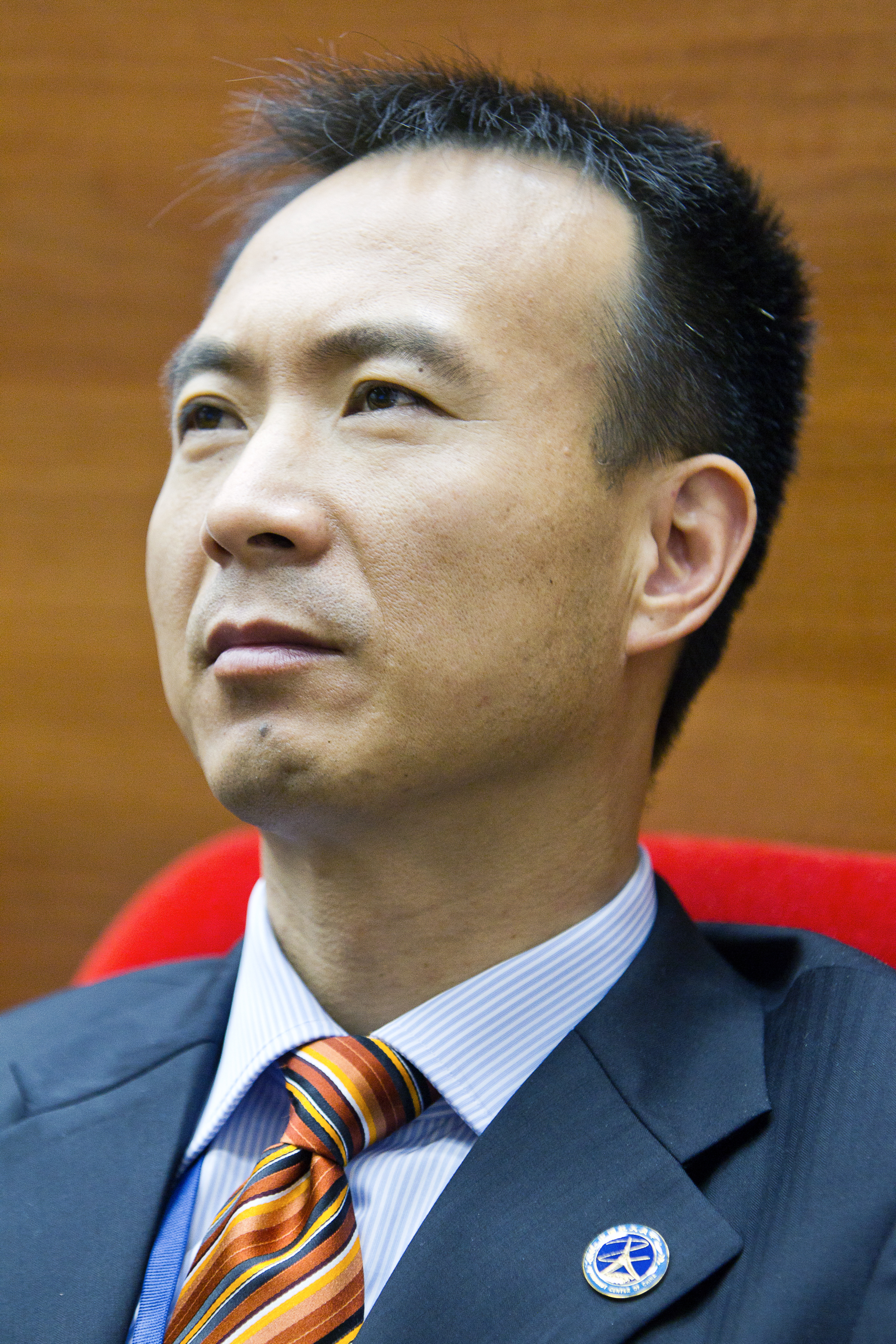
Phí Tuấn Long

Phí Tuấn Long (tiếng Trung: 费俊龙; bính âm: Fèi Jùnlóng) là 1 đại tá không quân Trung Quốc, một trong nhưng nhà du hành vũ trụ nổi tiếng của Trung Quốc. Anh và Nhiếp Hải Thắng làm việc tổng cộng trên vũ trụ 119 giờ ở độ cao 350 km so với mặt đất. Hai nhà du hành này được tuyển chọn từ nhóm 6 người lọt vào vòng tuyển lựa cuối cùng cho chuyến bay của tàu vũ trụ Thần Châu 6.
Anh sinh năm 1964, quê ở Tô Châu tỉnh Giang Tô. Thuở nhỏ, anh mơ ước được làm một họa sĩ chuyên nghiệp. Đến năm 1982, anh đang chuẩn bị tốt nghiệp cấp 3, người của quân chủng không quân Trung Quốc về trường anh học để tuyển phi công. Anh trúng tuyển và được đưa đi đào tạo tại trường huấn luyện lái máy bay chiến đấu trong vòng 2 năm. Sau khi tốt nghiệp, Phí Tuấn Long được giữ tại trường để huấn luyện bay. Năm 1992, trong một chuyến bay thử nghiệm, máy bay của anh bị hết nhiên liệu. Với tài bay điêu luyện anh đã hạ cánh an toàn. Sau lần đó, Phí Tuấn Long được xếp hạng đặc biệt khi anh mới 32 tuổi. Sau đó, tháng 1/1998, Phí Tuấn Long nằm trong số 1.500 phi công tài năng của Trung Quốc được đào tạo thành phi công vũ trụ.